# Tat'yana Likhtarovitch
Tat’yana Likhtarovitch (biélorusse : Таццяна Ліхтаровіч; russe : Татьяна Лихтарович), née le 29 mars 1988 à Minsk, est une joueuse de basket-ball biélorusse.

## Biographie
Elle participe aux Jeux olympiques de Pékin (0,5 point) puis au Mondial 2010 (2,3 points, 1,0 rebond, 0,5 passe décisive). En 2011, elle dispute son premier Eurobasket, où la Biélorussie finit 9e (6,0 points, 3,3 rebonds, 0,5 passe), puis participe en 2012 aux qualifications de l'Euro 2013 (5,8 points, 2,4 rebonds, 1,4 passe décisive).
En 2010-2011 avec Minsk, elle compile 16,8 points, 6,5 rebonds, 2,6 passes en Eurocoupe, puis 7,7 points, 2,5 rebonds et 2,1 passes l'année suivante en Euroligue avec Kaunas.
Après avoir commencé la saison 2012-2013 à l'Horizont Minsk (13,5 points, 3,7 rebonds, 3,2 passes en Eurocoupe), elle signe fin 2012 à Arras pour le reste de la saison. En championnat biélorusse, elle tournait à 14,8 points, 3,8 passes décisives et 3,5 rebonds. Elle remplacerait Radoslava Bachvarova.
En janvier 2014, Tarbes la signe comme joker médical de Joyce Cousseins-Smith. Elle avait commencé la saison à Minsk atteignant les huitièmes de finale de l'Eurocoupe (11 points, 3 rebonds et 2,7 passes décisives en championnat et 13,1 points, 3,6 rebonds et 2,1 passes en Eurocoupe). En novembre 2014, elle s'engage pour le club tchèque de Sokol Hradec Kralove.

## Parcours
- 2004-2009:  Olimpia Grodno
- 2009-2010:  Lukoil Burgas
- 2010-2011:  BC Horizont Minsk
- 2011-2012 :  VIČI-Aistės Kaunas
- 2012-2012 :  BC Horizont Minsk
- 2012-2013:  Arras Pays d'Artois Basket Féminin
- 2013-2014 :  BC Horizont Minsk
- 2013-2014:  Tarbes Gespe Bigorre
- 2014-2015 :  Sokol Hradec Kralove
- 2015- :  DVTK Miskolc